# Casa Grande del Carmen (Sevilla)
La Casa Grande del Carmen fue un convento situado en la calle Baños de Sevilla (Andalucía, España), fundado por la orden carmelita en 1358. Constituyó el principal establecimiento de esta orden en la ciudad. Fue desamortizado en el siglo XIX. Posteriormente pasó a ser utilizado como cuartel. En 1990 fue adquirido por la Junta de Andalucía y en 2002, tras su rehabilitación, pasó a ser utilizado como Conservatorio Superior de Música y Escuela Superior de Arte Dramático.

## Historia
En esta zona hubo una antigua huerta intramuros, la huerta de Selim, a comienzos del siglo XIII. En 1358 el caballero Álvaro Suárez de Illescas, devoto de la Orden del Carmen, cedió le unas casas suyas en el barrio de San Vicente, a instancias de Pedro I. Álvaro Suárez y sus descendientes tuvieron en el templo conventual una capilla para enterramiento de la familia. Ese mismo año Mencía Tello donó un solar colindante y también contaría con capilla para su enterramiento en el templo.
El convento se instaló en estas casas, en una manzana delimitada por las calles Baños, San Vicente, Pascual de Gayangos y Goles. En el convento se construyó la capilla del Rey Don Pedro. En 1428 el convento fue reconstruido y se construyó un templo de mayor tamaño. En 1434, durante la construcción de los cimientos del nuevo templo se encontró enterrada una Virgen de piedra con un hábito parecido al carmelita y una campana. Esta Virgen del Carmen fue situada el altar mayor del templo tras su finalización.
En 1583 se comenzó una reforma del convento que duró hasta 1630. Probablemente, en esta obra participó el arquitecto Vermondo Resta, que fue maestro mayor del Arzobispado de Sevilla entre 1587 y 1610 aproximadamente.
En 1664 el convento contaba con cien religiosos.
En 1540 se fundó en este convento la Cofradía del Sagrado Descendimiento de Nuestro Señor Jesucristo y Quinta Angustia de María Santísima. Con la exclaustración del convento en 1810, durante la invasión francesa de Sevilla, la hermandad se trasladó a la Iglesia de San Vicente. Regresó al Carmen en 1815. El convento fue desamortizado en 1835. Entre 1841 y 1844 se trasladó de nuevo fuera del convento. En 1851 se trasladó definitivamente a la Iglesia de la Magdalena.
En 1561 se fundó aquí la Hermandad de la Virgen de la Cabeza. En 1598 la hermandad pasó a titularse Hermandad de Nuestra Señora de la Cabeza y San Zoilo.
A mediados del siglo XVI se fundó en la Iglesia de San Vicente la Cofradía de los Sagrados Clavos de Nuestro Redentor Jesucristo, Sagrado Corazón de Jesús, Nuestra Señora de los Remedios y San Juan Evangelista. Esta se trasladó a este convento en fecha desconocida, encontrándose ya en él en 1595. Esta cofradía se unió en el siglo XVII con la Hermandad de Nuestra Señora de la Cabeza y San Zoilo, aunque la unión no fue oficial hasta la aprobación de unas nuevas reglas para la resultante en 1778. La hermandad resultante en el siglo XVII fue la Hermandad de las Siete Palabras y la Virgen de la Cabeza.
En 1575 la Hermandad de Nuestra Señora de la Soledad se instaló en una parcela junto al convento, edificando en ella una capilla, una sacristía y una sala para su cabildo. En 1594 la capilla fue agregada a la Archibasílica de San Juan de Letrán de Roma. En el altar mayor de la capilla había una escalera de 28 escalones con la que se obtenían las mismas indulgencias que en la Escalera Santa. En 1684 el escultor Simón de Pineda recubrió los peldaños y añadió una barandilla con madera de caoba con detalles de ébano y marfil. Con la invasión francesa debieron abandonar su capilla, trasladando la imagen de la titular a la Iglesia de San Miguel. Sus pasos (entre los que se encontraba realizado probablemente por Alonso Cano) fueron destruidos y la capilla fue convertida en una caballeriza.
En 1810, con la invasión francesa, los carmelitas fueron expulsados del convento, que fue usado para alojar tropas. La iglesia conventual fue usada como caballerizas. Se quitó la solería, de losas azules y blancas de Génova, se quitaron los mármoles de la escalera, se derribaron muros y se colocaron abrevaderos.
En 1814 pudieron regresar unos treinta frailes. Se realizaron obras de restauración y la iglesia fue reabierta al culto en 1815. El convento fue desamortizado en 1835. En 1841 el convento pasó al Ramo de la Guerra y en 1874 se hizo lo mismo con la iglesia y la casa del capellán. El edificio tuvo uso militar y fue conocido como cuartel del Carmen. El uso militar se abandonó en 1978.
En 1984 el edificio fue comprado por el Ayuntamiento de Sevilla. Hubo un proyecto para instalar en él la Gerencia de Urbanismo, aunque el proyecto fue abandonado. En 1990 el edificio fue comprado por la Junta de Andalucía, que lo rehabilitó. En 2002 pasó a ser la sede del Conservatorio Superior de Música y de la Escuela Superior de Arte Dramático.

## Patrimonio
Las siguientes obras, que pertenecieron a este convento, se encuentra en:
- Virgen del Carmen. Anónimo. Finales del siglo XV. Orfebrería del siglo XVIII. Iglesia de San Lorenzo.
- Cristo de las Penas. Anónimo. 1700. Iglesia de San Vicente.
- Cristo del Descendimiento. Pedro Roldán. Hacia 1659. Iglesia de Santa María Magdalena.
- Paso del Cristo del Descendimiento, de caoba y bronce. Juan de Villarica, fundidor. 1807. Las cartelas de Jesús ante Caifás, la Exaltación de la Cruz y Jesús en el Sepulcro son de Pedro Roldán de 1659. Iglesia de Santa María Magdalena.
- Virgen de la Soledad. Anónimo. siglo XVI. Iglesia de San Lorenzo.
- Aparición de la Virgen del Carmen a los carmelitas del convento de Bravante. Hacia 1745. Iglesia del Buen Suceso.
- Visión del profeta Elías. Atribuido a Juan José de Uceda. Hacia 1745. Convento de Santa Ana.
- Inmaculada Concepción. Diego de Silva y Velázquez. Hacia 1618. Galería Nacional de Londres.
- San Juan Evangelista en Patmos. Diego de Silva y Velázquez. Hacia 1618. Galería Nacional de Londres.
- Virgen con el Niño. Bartolomé Esteban Murillo. Hacia 1650-1655. Palacio Pitti de Florencia.